# Władysław Kusiak
Władysław Maria Kusiak (ur. 17 kwietnia 1961) – polski leśnik, doktor habilitowany nauk rolniczych, adiunkt na Uniwersytecie Przyrodniczym w Poznaniu, specjalista od ergonomii, ochrony pracy oraz użytkowania lasu.

## Kariera naukowa
W 1985 roku na Uniwersytecie Przyrodniczym w Poznaniu uzyskał tytuł magistra inżyniera. W 1996 roku na Wydziale Leśnym tej samej uczelni uzyskał stopień stopnia doktora nauk rolniczych w zakresie leśnictwa na podstawie rozprawy pt. Analiza aktualnego stanu przyrodniczo-gospodarczego Puszczy Noteckiej i perspektywy zmian gospodarki leśnej opartej na podstawach ekologicznych, której promotorem był Marian Kubiak.  W 1999 roku został zatrudniony na tejże uczelni, a w 2012 roku uzyskał na jej Wydziale Leśnym stopień doktora habilitowanego nauk rolniczych w dyscyplinie leśnictwa na podstawie pracy pt. Wielkości emisji dwutlenku węgla przy pozyskiwaniu drewna sosny zwyczajnej (Pinus sylvestrisL.) w Leśnym Kompleksie Promocyjnym „Puszcza Notecka”.